# Giuseppe Marimonti
Giuseppe Marimonti (Milano, 1811 – ...) è stato uno storico italiano, noto per aver scritto le Memorie storiche della città di Monza.

## Biografia
Giuseppe Marimonti, figlio di un modesto impiegato di nome Mansueto, dopo gli studi di Filosofia a Pavia intraprese la carriera di insegnante. 
Il suo progetto era di aprire una scuola a Busto Arsizio, ma il professore dottore Giuseppe Marimonti, senza mezzi propri di sussistenza, dovette ripiegare sul più sicuro insegnamento della grammatica nel Collegio dei Barnabiti di Monza.

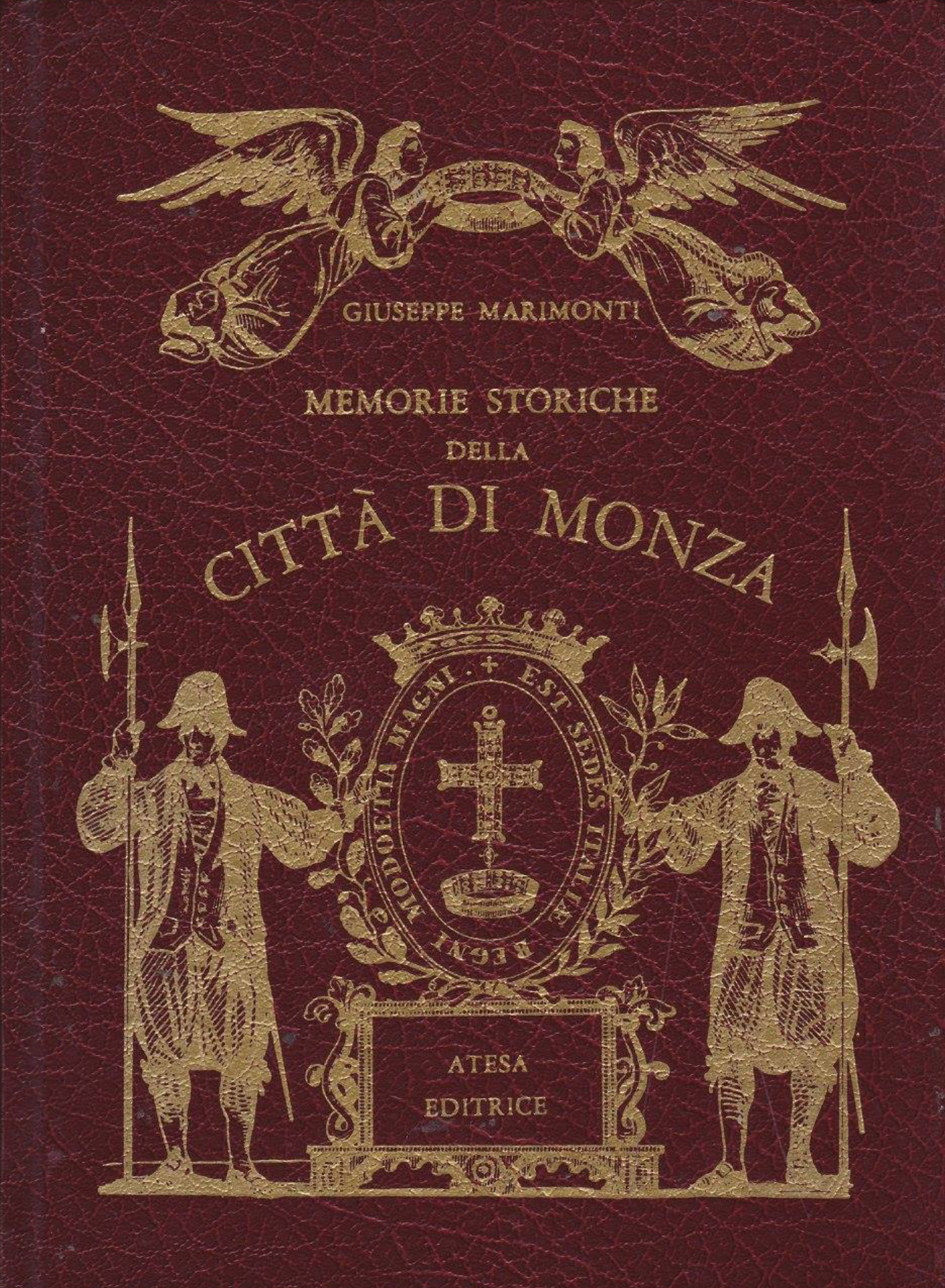
Copertina delle "Memorie storiche della città di Monza" del 1841

È noto soprattutto per aver scritto le Memorie storiche della città di Monza  prendendo come base l'opera del canonico Antonio Francesco Frisi.

## Opere
- 1839 - Biografia di Carlo Bellani, cavaliere della corona ferrea - tipi di P.M. Visa
- 1841 - Memorie storiche della città di Monza - Tipografia di Luca Corbetta di Monza